# Sobowtór (film 1991)
Sobowtór (ang. Another You) – amerykański film komediowy z 1991, z Gene’em Wilderem i Richardem Pryorem w rolach głównych.

## Fabuła
Drobny oszust Eddie Dash opuszcza więzienie; w ramach prac społecznych otrzymuje za zadanie opiekę nad pensjonariuszem zakładu psychiatrycznego George’em, który jest notorycznym kłamcą. Niebawem okazuje się, że George jest sobowtórem zaginionego milionera Abe’a Fieldinga. Eddie postanawia wykorzystać tę sytuację. Obaj bohaterowie wplątują się w aferę spadkową, która prowadzi do wielu zabawnych zdarzeń.

## Obsada
- Gene Wilder – George/Abe Fielding
- Richard Pryor – Eddie Dash
- Mercedes Ruehl – Elaine Fielding/Mimi Kravitz
- Stephen Lang – Rupert Dibbs
- Vanessa Williams – Gloria
- Phil Rubenstein – Al Sandrow
- Craig Richard Nelson – Walt
- Kandis Chappell – Gail
- Peter Michael Goetz – Teddy, terapeuta w szpitalu
- Kevin Pollak – Phil
- Michael J. Pollard – Brad
- Billy Beck – Harry
- Jerry Houser – Tim
- Andy Summers – lider zespołu muzycznego
- Gianni Russo – Carlos
- Catherine E. Coulson – pielęgniarka
- Vincent Schiavelli – dentysta
- Romy Rosemont – asystentka dentysty